# Jan Gehl
Jan Gehl (Copenhague, 17 de setembro de 1936) é um arquiteto e urbanista dinamarquês, professor universitário aposentado e consultor, cuja carreira foi construída com base no princípio de melhorar a qualidade de vida urbana através da reorientação do planejamento urbano em favor de pedestres e ciclistas.

## Carreira
Gehl obteve o grau de Mestre em Arquitetura da Academia Real de Belas Artes da Dinamarca em 1960 e exerceu a arquitetura entre os anos de 1960 e 1966, quando recebeu uma bolsa de pesquisa da instituição para "estudos da forma e função dos espaços públicos", momento a partir do qual passou também a ser professor na Academia e professor visitante em diversos países, como Canadá, Estados Unidos, Nova Zelândia, México, Austrália, Alemanha, Polônia e Noruega. É sócio fundador da Gehl Arquitetos Arquivado em 29 de maio de  2011, no Wayback Machine. – Consultores em Qualidade Urbana.
Na obra Novos espaços urbanos, escrita em parceria com o também arquiteto e urbanista Lars Gemzøe, Gehl dá o exemplo de Copenhague, cidade que em 40 anos evoluiu de ser amigável a carros para se tornar uma cidade confortável para pedestres. Strøget, tida como uma das maiores ruas do mundo exclusivas para pedestres, é exemplo do trabalho desenvolvido por Gehl na cidade.